# Hans-Joachim Krause (Erziehungswissenschaftler, I)
Hans-Joachim Krause ist ein deutscher Erziehungswissenschaftler.

## Leben
Nach dem Studium der Romanistik, Geographie, Erziehungswissenschaft an der Universität Hamburg, dem Teilstudium Violine an der Musikhochschule Hamburg und dem 1. Staatsexamen Lehramt an Gymnasien war er Assistent, Dozent für Vergleichende Erziehungswissenschaft und von 1985 bis 1999 Professor für Vergleichende Erziehungswissenschaft an der Universität Hamburg.
Seine Arbeitsbereiche sind internationaler Vergleich von schulischen und außerschulischen Bildungssystemen, Spiel- und Freizeitpädagogik und pädagogische Dimensionen der Wohnungs-, Freiflächen- und Stadtplanung.